# Деріл Мерфі
Деріл Мерфі (англ. Daryl Murphy; нар. 15 березня 1983, Вотерфорд) — ірландський футболіст, півзахисник, нападник клубу «Іпсвіч Таун».
Виступав, зокрема, за «Сандерленд» та «Селтік», а також національну збірну Ірландії.

## Клубна кар'єра

### Ранні роки
Народився 15 березня 1983 року в місті Вотерфорд. У віці 17 років Мерфі перебрався в Англію, де два роки навчався в Академії клубу «Лутон Таун». Не дочекавшись від «шляпникыв» пропозиції професійного контракту, Деріл був змушений повернутися на батьківщину — його першим роботодавцем стала команда «Вотерфорд Юнайтед».

### «Вотерфорд Юнайтед»
Дебют Мерфі в першому складі «синіх» відбувся 19 вересня 2002 року — суперником «Юнайтед» в той день був клуб «Кілкенні Сіті». Поєдинок закінчився з рахунком 3:1 на користь «Вотерфорд», Деріл забив один з голів своєї команди. У своєму першому сезоні за «синіх» Мерфі вісім разів вражав ворота суперників, тим самих він допоміг «Юнайтед» в тому сезоні зайняти перше місце в Першій лізі Ірландії, яке дає право грати в Вищому дивізіоні країни в наступному футбольному році.

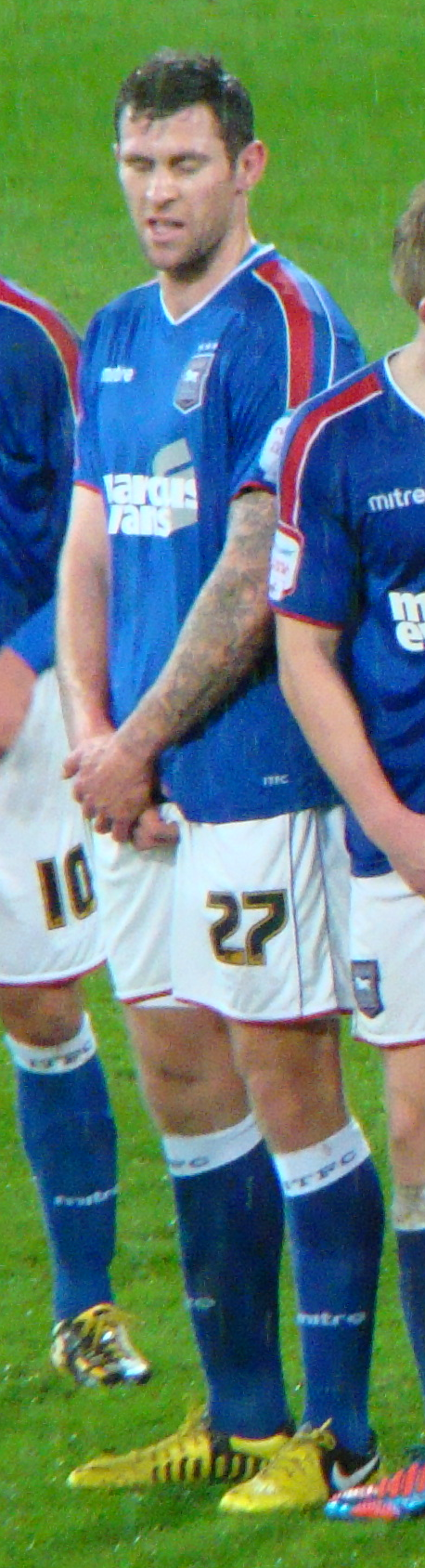
Деріл Мерфі під час виступів за «Іпсвіч Таун». 12 січня 2013 року.

У сезоні 2004 року молодий нападник забив 14 голів у Прем'єр-лізі. Дане досягнення принесло йому визнання «Молодого гравця року» за версією Футбольної асоціації Ірландії.

### «Сандерленд»
В кінці травня 2005 року Мерфі підписав попередній 2-річний контракт з англійським "Сандерлендом та 3 червня офіційно став гравцем «чорних котів». 1 жовтня Деріл вперше вийшов на поле у футболці своєї нової команди в матчі Прем'єр-ліги проти «Вест Гем Юнайтед».
У листопаді Мерфі був відданий в місячну орендну угоду в клуб «Шеффілд Венсдей». У складі «сов» провів чотири матчі, після чого повернувся в «Сандерленд».
12 лютого 2006 року в поєдинку чемпіонату Англії Деріл вразив ворота «Тоттенхем Готспур», відкривши рахунок своїм голам за «Сандерленд».
У сезоні 2006/07 Мерфі став одним з головних голеадорів «чорних котів», забивши 10 м'ячів. У перших трьох матчах того футбольного року його двічі удари досягали мети — у поєдинках із «Ковентрі Сіті»та «Плімут Аргайл». Потім Деріла наздогнала гольова «посуха» — він не міг забити три з половиною місяці. 28 листопада Мерфі нарешті зміг вразити ворота суперника — в той день «Сандерленд» грав з «Квінз Парк Рейнджерс». У наступних двох матчах, проти «Норвіч Сіті» та «Лутон Таун», нападник забив по м'ячу. У заключному турі чемпіонату Англії 2006/07 Мерфі знову засмутив свій рідний клуб, «Лутон Таун» — Деріл оформив «дубль», а також зробив гольову передачу на свого партнера Ентоні Стоуксу. Поєдинок закінчився розгромом «шляпників» — 5:0.
9 лютого 2008 року ірландець забив гол у ворота «Віган Атлетік». Згодом цей м'яч був визнаний «Найкращим голом лютого» в англійській Прем'єр-лізі.
26 квітня у поєдинку проти «Мідлсбро» Мерфі вийшов на заміну — на 90-й хвилині гри при подачі кутового Деріл нав'язав в штрафній площі боротьбу захиснику «річковиків» Емануелю Погатецю, який зрізав м'яч у власні ворота. Матч закінчився з рахунком 3:2 на користь «Сандерленда», і ця перемога дозволила «чорним котам» зберегти місце в Прем'єр-лізі і на наступний сезон.
В кінці липня 2008 року ірландець підписав з «Сандерлендом» новий 5-річний контракт, проте з сезону 2009/10 втратив місце в основі. Тому 1 лютого 2010 року керівництво «Сандерленда» віддало ірландського форварда в оренду до кінця футбольного року в «Іпсвіч Таун», яким керував колишній тренер «чорних котів», Рой Кін.
У перших трьох матчах за нову команду Мерфі забив по голу, вразивши ворота «Мідлсбро», «Квінз Парк Рейнджерс»та «Пітерборо Юнайтед». 9 березня Деріл оформив «дубль», завдавши два результативні удари у грі проти «Кардіфф Сіті».

### «Селтік»

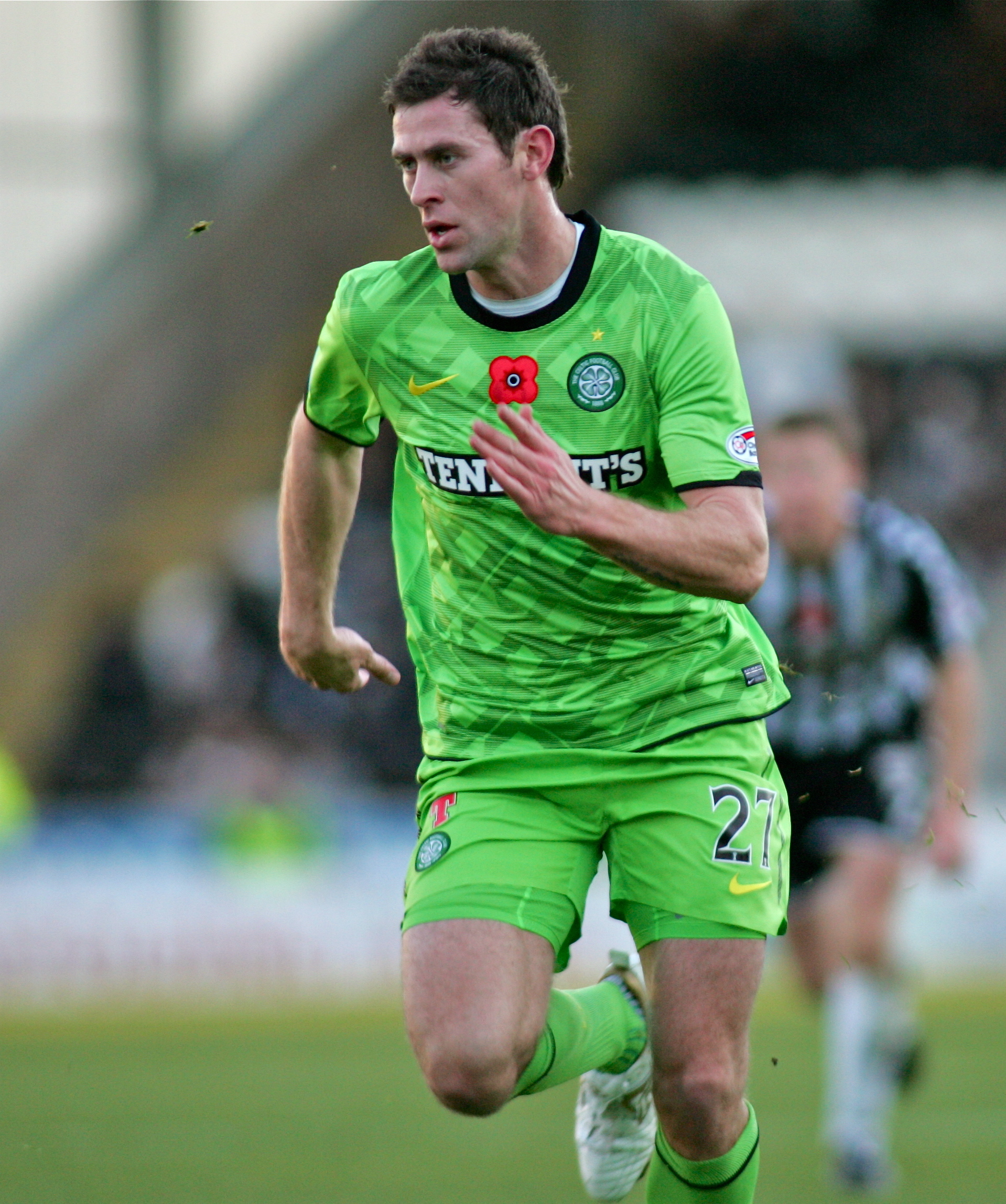
Деріл Мерфі під час виступів за «Селтік». 14 листопада 2010 року.

16 липня 2010 року Мерфі став гравцем шотландського «Селтіка», підписавши з клубом з Глазго 3-річний контракт.
Ірландець вперше вийшов на поле в футболці «кельтів» 24 липня, в цей день його новий клуб у товариській зустрічі крупно обіграв англійський «Лінкольн Сіті» — 4:1, а форвард забив один з голів. Дебют Мерфі в першому складі «Селтіка» в офіційній грі відбувся 28 липня, коли у рамках 3-го кваліфікаційного раунду Ліги чемпіонів «біло-зелені» змагалися з португальською «Брагою». 22 серпня нападник, замінивши на 74-й хвилині Марка-Антуана Фортюне у поєдинку проти «Сент-Міррена», вперше вийшов на поле в матчі шотландської Прем'єр-ліги. Свій перший гол за «Селтік» Деріл забив 29 серпня, реалізувавши пенальті в матчі з «Мотервеллом». Гол виявився єдиним у цій зустрічі — «біло-зелені» завдяки точному удару Мерфі перемогли 1:0. До кінця футбольного року Мерфі ще два рази засмучував воротарів суперника, якими були «Кілмарнок»та «Данді Юнайтед».

### «Іпсвіч Таун»
25 серпня 2011 року ірландець вдруге у своїй кар'єрі був відданий в оренду в англійський «Іпсвіч Таун». Угода по Дерілу між «кельтами» і «чорними котами» була укладена строком на один сезон. Через два дні Мерфі провів свій перший матч на «Портман Роуд», відігравши всі 90 хвилин поєдинку проти «Лідс Юнайтед».
30 серпня 2012 року «кельти» знову позичили Деріла «трактористам» на один футбольний рік, по завершенні якого в червні 2013 року англійський клуб викупив контракт гравця. Відтоді встиг відіграти за команду з Іпсвіча 125 матчів в національному чемпіонаті.

## Виступи за збірну
2005 року Мерфі виступав у складі молодіжної збірної Ірландії, забив два голи.
23 травня 2007 року дебютував в офіційних іграх у складі національної збірної Ірландії в товариському поєдинку з Еквадором.
У складі збірної був учасником чемпіонату Європи 2016 року у Франції, на якому зіграв у двох матчах.
Наразі провів у формі головної команди країни 22 матчі.

## Статистика виступів

### Статистика клубних виступів
| Сезон                   | Команда                 | Чемпіонат               | Чемпіонат | Чемпіонат | Національний кубок | Національний кубок | Національний кубок | Континентальні кубки | Континентальні кубки | Континентальні кубки | Інші змагання | Інші змагання | Інші змагання | Усього | Усього |
| Сезон                   | Команда                 | Ліга                    | Ігор      | Голів     | Ліга               | Ігор               | Голів              | Ліга                 | Ігор                 | Голів                | Ліга          | Ігор          | Голів         | Ігор   | Голів  |
| ----------------------- | ----------------------- | ----------------------- | --------- | --------- | ------------------ | ------------------ | ------------------ | -------------------- | -------------------- | -------------------- | ------------- | ------------- | ------------- | ------ | ------ |
| 2010–11                 | «Селтік»                | ПЛ                      | 18        | 3         | КШ+КЛ              | 0+1                | 0                  | ЛЧ+ЛЄ                | 2+0                  | 0                    | -             | -             | -             | 21     | 3      |
| 2011–12                 | «Іпсвіч Таун»           | Ч (ІІ)                  | 33        | 4         | КА+КЛ              | 1+0                | 0                  | -                    | -                    | -                    | -             | -             | -             | 34     | 4      |
| 2012–13                 | «Селтік»                | ПЛ                      | 1         | 0         | КШ+КЛ              | 0                  | 0                  | ЛЧ                   | 1                    | 0                    | -             | -             | -             | 2      | 0      |
| Усього за «Селтік»      | Усього за «Селтік»      | Усього за «Селтік»      | 19        | 3         |                    | 1                  | 0                  |                      | 3                    | 0                    |               | -             | -             | 23     | 3      |
| 2012–13                 | «Іпсвіч Таун»           | Ч (ІІ)                  | 39        | 7         | КА+КЛ              | 1+0                | 0                  | -                    | -                    | -                    | -             | -             | -             | 40     | 7      |
| 2013–14                 | «Іпсвіч Таун»           | Ч (ІІ)                  | 45        | 13        | КА+КЛ              | 0+1                | 0                  | -                    | -                    | -                    | -             | -             | -             | 46     | 13     |
| 2014–15                 | «Іпсвіч Таун»           | Ч (ІІ)                  | 44+2      | 27        | КА+КЛ              | 2+0                | 0                  | -                    | -                    | -                    | -             | -             | -             | 48     | 27     |
| 2015–16                 | «Іпсвіч Таун»           | Ч (ІІ)                  | 14        | 3         | КА+КЛ              | 0+1                | 0                  | -                    | -                    | -                    | -             | -             | -             | 15     | 3      |
| Усього за «Іпсвіч Таун» | Усього за «Іпсвіч Таун» | Усього за «Іпсвіч Таун» | 175+2     | 54        |                    | 6                  | 0                  |                      | -                    | -                    |               | -             | -             | 183    | 54     |
| Усього за кар'єру       | Усього за кар'єру       | Усього за кар'єру       | 194+2     | 57        |                    | 7                  | 0                  |                      | 3                    | 0                    |               | -             | -             | 206    | 57     |

## Титули і досягнення

### Командні
- Володар Кубка Шотландії (1):

«Селтік»: 2010–11

### Особисті
- Найкращий бомбардир Чемпіоншипу: 2014–15 (27 голів)